# 日置達郎
日置 達郎（ひおき たつお、1935年6月20日 - ）は、札幌かに本家代表取締役会長。三重県一志郡美杉村出身。
中学卒業後、製材所勤務を経て板前に道に入る。四日市、大阪、東京などで修行し、1971年に名古屋かに道楽、1974年に札幌かに本家を創業した。

## 著書
- 「食」で救われた命の誓い 中経出版 2015